# Коррехидор (остров)
Коррехидор (таг. Pulo ng Corregidor, исп. Isla del Corregidor) — остров, расположенный у входа в бухту Манила в юго-западной части архипелага Лусон на Филиппинах, административно входит в провинцию Кавите. Благодаря стратегическому расположению Коррехидор на протяжении всей своей истории был укреплён береговыми артиллерийскими батареями для защиты входа в Манильскую бухту и самой Манилы от нападения вражеских военных кораблей. Манила, расположенная в 48 км вглубь страны, является крупнейшим городом страны и важнейшим морским портом Филиппин на протяжении многих веков — от колониального правления Испании, Японии и США до установления Третьей Филиппинской республики в 1946 году. Для обороны на острове также располагался небольшой военный аэродром.
Во время Второй мировой войны Коррехидор сыграл важную роль в ходе вторжения и освобождения Филиппин от Императорской армии Японии. В конце войны остров подвергался сильным бомбардировкам, и руины военных объектов служат мемориалом американским, филиппинским и японским солдатам, которые служили и погибли на поле боя. Коррехидор является одним из важнейших исторических и туристических объектов страны.

## География
Несмотря на то, что остров Коррехидор расположен ближе к южному побережью Батаана, он и другие укрепленные острова Манильской бухты относятся к юрисдикции города Кавите. Коррехидор, называемый также «The Rock» за свой скалистый ландшафт и мощные укрепления, вместе с островом Кабалло, расположенным примерно в 1,7 км к югу, разделяют вход в Манильскую бухту на Северный и Южный каналы.
Остров в форме головастика с хвостом, направленным на восток, имеет длину около 6,5 км, ширину в самом широком месте около 2,0 км и общую площадь около 900 га. Наибольшая высота над уровнем моря составляет 179 м.

## Геология
Острова Коррехидор и Кабалло представляют собой остатки вулканического кратера — кальдеры Коррегидор, которая последний раз была активна около миллиона лет назад. Однако Филиппинский институт вулканологии и сейсмологии до сих пор классифицирует Коррегидор как потенциально активный вулкан.

## История

### Испанская колониальная эпоха
Остров перешёл под власть Испании 19 мая 1570 года, когда испанский конкистадор Мигель Лопес де Легаспи со своими войсками прибыл в Манильскую бухту. Легаспи был уполномочен испанской короной основать столицу Филиппин в Маниле и обратить мусульман Лусона и Минданао в христианство. Коррехидор использовался в качестве опорной базы для девяти испанских галеонов, задействованных в кампании. В период испанского владычества Коррегидор служил не только оборонительной крепостью, пенитенциарным учреждением, пунктом таможенного досмотра, но и сигнальной заставой, предупреждавшей Манилу о приближении враждебных кораблей.
Название «Коррехидор» происходит от испанского слова corregir, что означает «исправлять». Старое название острова — Isla del Corregidor — буквально означает «остров Коррехидора».
23 ноября 1574 года китайский пират Лимахонг с флотом из 65 судов и 3 тысяч человек бросил якорь между Коррегидором и Маривелесом. Отсюда он предпринял две последовательные атаки на Манилу под командованием либо самого Лимахонга, либо японского пирата Сиоко. Обе атаки не увенчались успехом из-за ожесточенной обороны, которую возглавил губернатор Хуан де Сальседо.
В ноябре-декабре 1600 года, во время Восьмидесятилетней войны между Нидерландами и Испанией, голландский капер и адмирал Оливье ван Ноорт использовал окрестности острова Коррехидор в качестве якорной стоянки для двух своих последних кораблей — «Mauritius» и «Eendracht». Отсюда он нападал на суда, следовавшие по маршруту в Манилу и обратно. Ситуация разрешилась после морского боя у острова Фортуна 14 декабря 1600 года. Испанцы потеряли свой флагманский корабль — наспех переоборудованный манильский галеон «Сан-Диего», но захватили голландский корабль Eendracht, и адмирал ван Ноорт отступил с Филиппин. Продолжив трёхлетнее плавание на своем единственном оставшемся корабле и вернувшись домой с 45 выжившими людьми, ван Ноорт стал первым голландским морским капитаном, совершившим кругосветное путешествие.

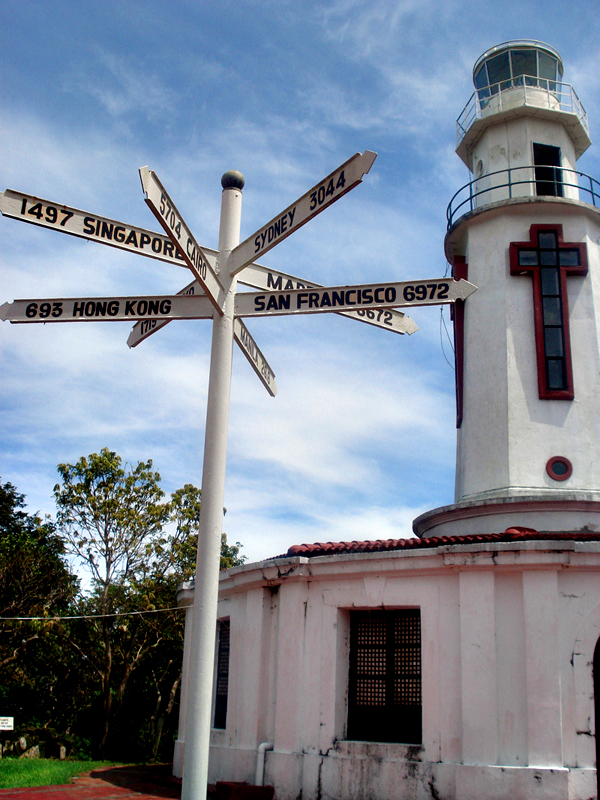
Маяк Коррехидор

В октябре 1762 года, во время вторжения англичан в Манилу под командованием Сэмюэля Корниша и Уильяма Дрейпера, Коррехидор использовался как якорная стоянка для военных кораблей, в частности HMS Panther и HMS Argo. Кроме того, в ноябре 1762 года у острова стоял захваченный англичанами испанский галеон Santisima Trinidad с полным грузом сокровищ. Англичане отплыли на захваченном галеоне в Портсмут, где он был продан за огромную сумму.
Прибытие испанского флота под командованием генерала Игнасио Марио де Алавы, которому было поручено привести Филиппинские острова в боевую готовность, не повлияло на судьбу острова Коррегидор. Он ограничил свою деятельность созданием военно-морской базы в Кавите.
18 января 1853 года на самой высокой точке острова был впервые зажжён маяк Коррехидор, обозначавший вход в Манильскую бухту для судов, прибывающих из Южно-Китайского моря. Испанское правительство построило маяк, расположенный на высоте 195 метров над уровнем моря и видимый на расстоянии 32 км.

### Испано-американская война
Остров Коррегидор был включен в план обороны Филиппин, подготовленный в 1885 году генералом Сереро, но никаких действий по его реализации предпринято не было. Когда стало ясно, что нападение американского флота неминуемо, на скалистом острове Эль-Фраиле было установлено 12-см орудие «системы Хонтория», снятое с крейсера испанского флота «Антонио де Уллоа», и два более коротких 12-см орудия того же калибра с испанской канонерской лодки «Генерал Лезо». На острове Кабальо, расположенном к югу от Коррегидора, испанские военные установили три 15-см орудия с крейсера Velasco, находившегося на ремонте.
В полночь с 30 апреля на 1 мая 1898 года коммодор ВМС США Джордж Дьюи во главе своей морской эскадры с поднятым флагом на борту защищенного крейсера USS Olympia двинулся на восток вдоль южного побережья острова Коррегидор, вне досягаемости испанских батарей и без навигационных огней, готовясь к сражению в Манильской бухте. На расстоянии около мили от El Fraile флот Дьюи изменил курс на северо-восток, взяв курс на Манилу. Обнаружив их, испанцы открыли огонь из артиллерии Эль-Фрейля. Немедленно последовал ответный огонь американцев: сначала корабля USS McCulloch, а затем кораблей USS Boston, USS Raleigh и USS Concord. Поскольку скорость флотилии составляла 10 узлов, вскоре они оказались вне досигаемости испанских батарей. Дьюи отплыл в Кавите, где уничтожил военно-морские силы адмирала Монтохо.
После того как верфь в Кавите была покорена в соответствии с заключенным договором, 3 мая два американских корабля подошли к острову Коррегидор и заставили испанцев на острове капитулировать. Полковнику Гарсесу, начальнику береговых батарей на входе в Манильскую бухту, и губернатору острова, лейтенанту флота первого класса Аугусто Миранде, было предложено заключить с американцами соглашение, что они и сделали. Поэтому Миранда остался на острове только со 100 солдатами под испанским флагом, а Гарсес и офицеры под его командованием, а также 292 человека с оружием и боеприпасами были переведены в порт Маривелес. Оттуда они двинулись через провинции Батаан и Пампанга, пока 5 мая не достигли Манилы. Там они присоединились к батальону испанского флота, уже расквартированному в Сампалоке.
4 мая американские корабли открыли огонь по 100 бойцам, оставленным на Коррегидоре в соответствии с пактом, и потребовали сократить численность гарнизона до 25 человек. Испанский губернатор обратился к властям Манилы, и те приказали эвакуировать остров. Войска были отправлены на лодках в Наик (Кавит), а губернатор острова был переведен на американский крейсер USS Baltimore и вместе с семьей попал в плен. Американцы предложили освободить его, но губернатор отказался. Вскоре после этого он был высажен в Баланге (Батаан). Так закончилось испанское присутствие на острове Коррегидор, продолжавшееся 328 лет.
В 1902 году на острове была организована американская военная база. В 1903 году на острове был создан госпиталь для выздоравливающих.

### Вторая мировая война
Во время Второй мировой войны остров стал местом двух дорогостоящих осад и сражений — первой в первые месяцы 1942 года и второй в январе 1945 года — между Императорской армией Японии и армией США, а также вспомогательными силами — филиппинской армией.
В ходе битвы за Филиппины (1941-42 гг.) императорская армия Японии в начале 1942 г. вторглась на Лусон с севера (у залива Лингайен) и атаковала Манилу с суши. Американские и филиппинские войска под командованием генерала Дугласа Макартура отступили на полуостров Батаан, расположенный к западу от Манильской бухты. Падение Батаана 9 апреля 1942 года положило конец организованному сопротивлению американских вооруженных сил на Дальнем Востоке и привело к тому, что японские войска вторглись на Лусон в северной части Филиппин. Из-за нехватки продовольствия и боеприпасов они были вынуждены капитулировать, в результате чего Коррехидор и прилегающие к нему островки в Манильской бухте остались единственными районами в регионе, находящимися под контролем США.
В период с 24 декабря 1941 года по 19 февраля 1942 года на Коррехидоре временно находилось правительство Филиппин. 30 декабря 1941 года у туннеля Малинта состоялась инаугурация Мануэля Кесона и Серхио Осменьи в качестве президента и вице-президента Филиппинского Содружества на второй срок. Генерал Дуглас Макартур также использовал Коррехидор в качестве штаба союзников до 11 марта 1942 года. Радиостанция «The Voice of Freedom», вещавшая с Коррехидора, передала печально известное сообщение о падении Батаана. В апреле 1942 года для усиления береговой обороны острова был направлен один батальон четвертой бригады морской пехоты.

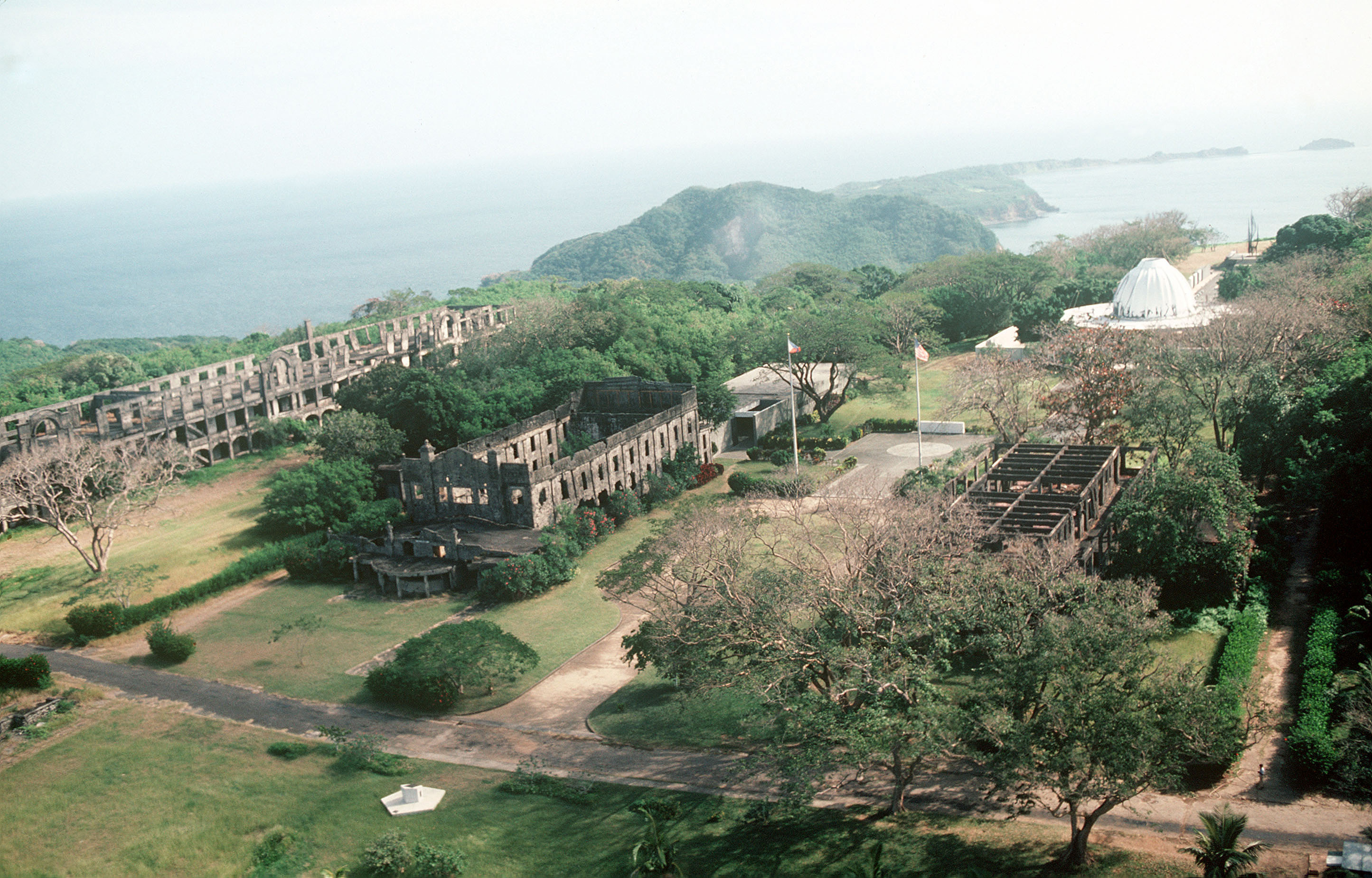
Вид на руины военной базы

Битва за Коррехидор стала кульминацией японской кампании по захвату Филиппин. Укрепления, расположенные напротив входа в Манильскую бухту, стали оставшимся препятствием для 14-й региональной армии Императорской армии Японии под командованием генерал-лейтенанта Масахару Хомма. Американские и филиппинские солдаты на Коррехидоре и соседних островках упорно сопротивлялись японцам, не давая возможности использовать Манильскую бухту, но Императорская армия Японии перебросила тяжелую артиллерию на южную оконечность Батаана и двинулась на север, чтобы блокировать Коррехидор. 6 мая 1942 г. японские войска заставили капитулировать оставшиеся американские и филиппинские войска.
С 16 по 26 февраля 1945 года проходила битва за захват Коррехидора, в ходе которой американские и филиппинские войска успешно отвоевали остров-крепость у японских оккупационных сил.
После войны остров посещают туристы, в основном ветераны Второй мировой войны. Коррехидор является не только историческим памятником, но и туристическим объектом. Многие туристические компании предлагают однодневные экскурсии по острову с посещением военных объектов, использовавшихся во время Второй мировой войны. Большинство разрушенных во время войны зданий не восстанавливались, а оставлены в том виде, в каком они сохранились после войны, в знак уважения к погибшим филиппинским и американским солдатам.